# Edifício Altino Arantes

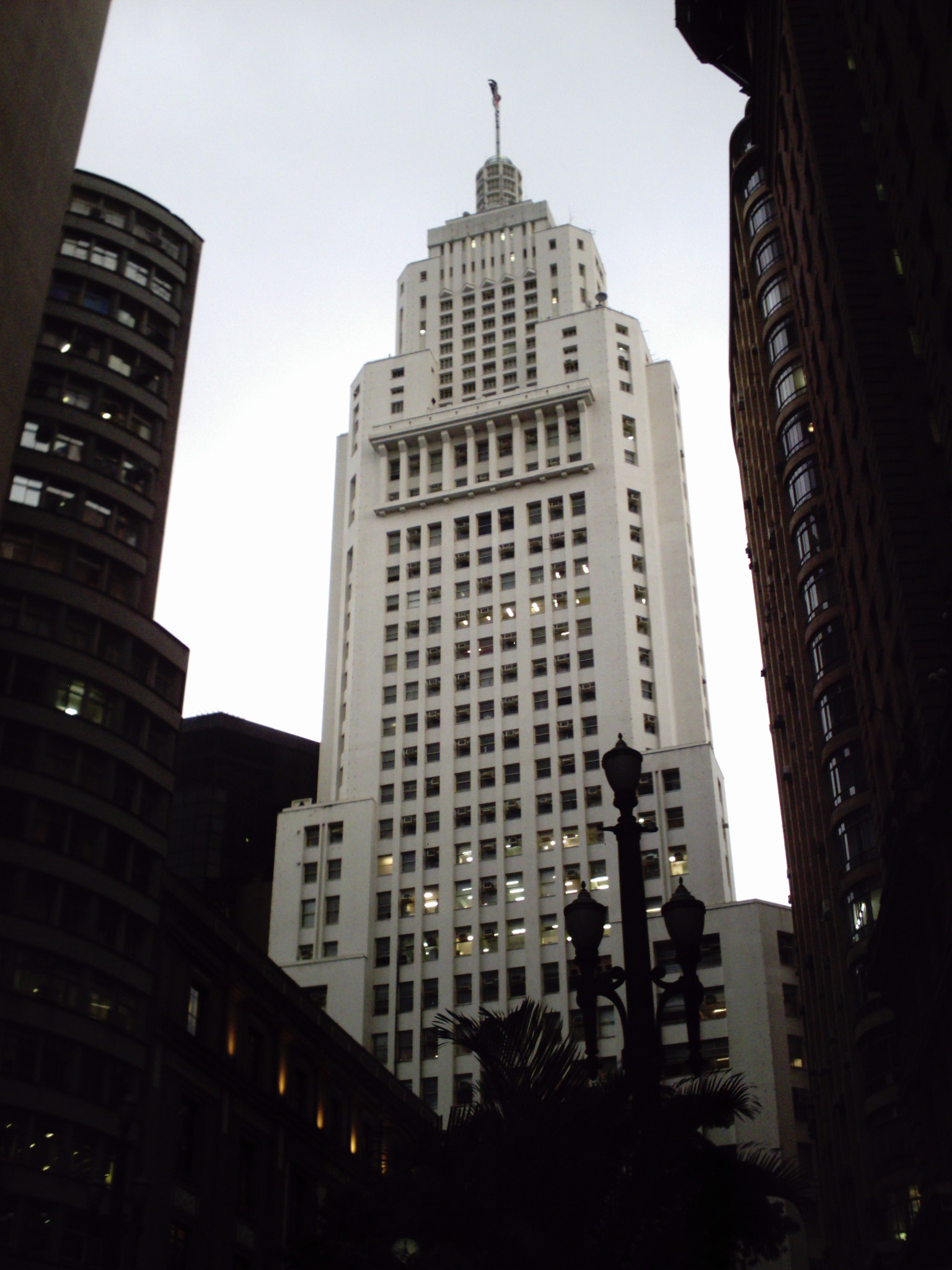
Edifício Altino Arantes

Edifício Altino Arantes är en 161 meter hög skyskrapa i São Paulo, Brasilien. Edifício Altino Arantes byggdes 1939-1947 och är med 40 våningar är den fjärde högsta skyskrapan i Brasilien. 